# Spontane Spaltung
Spontane Spaltung (genauer: spontane Kernspaltung; auch Spontanspaltung oder Spontanteilung; englisch spontaneous fission) ist eine Form des radioaktiven Zerfalls sehr schwerer Atomkerne ab einer Ordnungszahl von 90 (Thorium). Sie stellt eine Form der Kernspaltung dar, bei der sich ein Kern spontan, d. h. ohne äußere Einwirkung – insbesondere ohne Neutronenbestrahlung –  in zwei (selten mehrere) meist mittelschwere Kerne und einige Neutronen teilt.
Der Alphazerfall und der Clusterzerfall, d. h. die Abspaltung leichter Kerne ohne zusätzliche Neutronen, zählen nicht zur Spontanspaltung. Weiterhin ist die neutroneninduzierte Spaltung, eine Kernreaktion, vom radioaktiven Zerfall durch spontane Spaltung zu unterscheiden.

## Auftreten
Bei den – bezüglich des Vorkommens in der Natur mengenmäßig relevanten – Isotopen der Elemente Thorium und Uran, 232Th, 234U, 235U und 238U, kann neben dem vorherrschenden Alphazerfall als weiterer Zerfallskanal auch die spontane Spaltung des betreffenden Atomkerns in zwei Kerne unter Emission von meist zwei oder drei Neutronen beobachtet werden, z. B. gemäß
{\displaystyle {}_{\ 92}^{238}\mathrm {U} \;\xrightarrow {\mathrm {SF} } \;{}_{\ 54}^{140}\mathrm {Xe} +{}_{38}^{96}\mathrm {Sr} +2\ {}_{0}^{1}\mathrm {n} }
oder
{\displaystyle {}_{\ 92}^{238}\mathrm {U} \;{\xrightarrow {\mathrm {SF} }}\;{}_{\ 51}^{133}\mathrm {Sb} +{}_{\ 41}^{102}\mathrm {Nb} +3\ {}_{0}^{1}\mathrm {n} }
SF = Spontaneous Fission
Spontane Spaltung tritt als konkurrierende Zerfallsart auch bei vielen der noch schwereren Radionuklide der Transuran-Elemente neben den Zerfallsarten Alphazerfall, Betazerfall/Elektroneneinfang, Isomerieübergang bzw. Clusterzerfall auf. Insgesamt sind in der Karlsruher Nuklidkarte (Stand 2012) ≥ 143 Radionuklide mit einem Anteil an Spontanspaltung aufgeführt (101 Grundzustände; 10 explizit dargestellte Kernisomere; 32 weitere nur komprimiert dargestellte Fälle von je einem oder mehreren spontanspaltenden Kernisomeren mit einer Halbwertszeit < 0,1 s). Dabei kann die Spontanspaltung auch die dominierende Zerfallsart sein (z. B. bei 250Cm, 254Cf).

## Erklärung und Eigenschaften
Die Spontanspaltung wird wie der Alphazerfall und die induzierte Spaltung grundsätzlich durch den Tunneleffekt erklärt. Allerdings muss für Spaltfragmente im Vergleich zu Alphateilchen mit einer Coulombbarriere von komplizierterer Form gerechnet werden.
Wie die induzierte Spaltung erfolgt auch die spontane Spaltung bevorzugt asymmetrisch, d. h. die beiden Spaltfragment-Kerne sind meist verschieden groß. Die Massenverteilung der entstehenden Nuklide ist daher eine Kurve mit zwei „Höckern“ bei Massenzahlen um 90 und um 140, ähnlich wie bei der Spaltung durch thermische Neutronen. Auch das Energiespektrum der freigesetzten Neutronen ist demjenigen aus der induzierten Spaltung sehr ähnlich.
Die partielle Zerfallskonstante (Wahrscheinlichkeit pro Zeitspanne) für die spontane Spaltung ist meist kleiner als diejenige für den Alphazerfall desselben Nuklids. Will man sie durch die etwas anschaulichere, fiktive partielle Halbwertszeit ausdrücken, ist diese dementsprechend lang.

## Entdeckungsgeschichte
Die Möglichkeit einer spontanen Spaltung von Uran wurde zum ersten Mal im Jahre 1939 von Niels Bohr und John Archibald Wheeler vermutet.
Ein Jahr später gelang es Georgi Fljorow und Konstantin Petrschak, dieses Phänomen an natürlichem Uran nachzuweisen. Sie wandten hierzu die von Otto Frisch entwickelte Ionisationskammermethode an (s. Entdeckung der Kernspaltung). Sie mussten allerdings das Kammervolumen erheblich vergrößern, um eine Probenmenge von ca. 15 g Uranoxid U3O8 darin unterzubringen. Mit dieser Probe wurden von der Apparatur etwa sechs Impulse pro Stunde registriert; war die Ionisationskammer leer (also ohne U3O8-Füllung), so wurde in fünf Stunden kein einziger Impuls gemessen. Aufgrund dieser Messung und zahlreicher Kontrollversuche kamen die Autoren zu dem Ergebnis, dass die beobachteten Impulse nur von sehr energiereichen, von der U3O8-Oberfläche emittierten Bruchstücken des Urans stammen konnten. Da die Mitwirkung von Neutronen ausgeschlossen werden konnte, ließen die Versuchsergebnisse sich nur durch die Annahme einer Spontanspaltung erklären.
238U hat im gewöhnlichen Uranmineral aufgrund des erheblich größeren Anteils dieses Isotops den größten Anteil an den Spontanspaltungsereignissen.

## Verzweigungsverhältnisse zwischen Alphazerfall und Spontanspaltung
Die nachfolgende Tabelle für einige Nuklide der Ordnungszahlen 90 bis 106 gibt unter „Häufigkeit“ die Verzweigungsverhältnisse, d. h. prozentualen Anteile der Zerfallskanäle  an.
| Z   | Nuklid | Z2/A | Halbwerts- zeit | Häufigkeiten | Häufigkeiten    |
| Z   | Nuklid | Z2/A | Halbwerts- zeit | Alphazerfall | Spontanspaltung |
| --- | ------ | ---- | --------------- | ------------ | --------------- |
| 90  | 232Th  | 34,9 | 1,405·1010 a    | ≈100 %       | < 1,0·10−9 %    |
| 92  | 235U   | 36,0 | 7,038·108 a     | ≈100 %       | 7,0·10−9 %      |
| 92  | 238U   | 35,6 | 4,468·109 a     | ≈100 %       | 5,45·10−5 %     |
| 94  | 239Pu  | 37,0 | 2,411·104 a     | ≈100 %       | 3,0·10−10 %     |
| 94  | 240Pu  | 36,8 | 6,56·103 a      | ≈100 %       | 5,75·10−6 %     |
| 98  | 252Cf  | 38,1 | 2,64 a          | 96,908 %     | 3,092 %         |
| 100 | 254Fm  | 39,4 | 3,240 h         | 99,9408 %    | 0,0592 %        |
| 106 | 258Sg  | 43,6 | 2,9 ms          | 0 %          | ≈100 %          |

Wie man sieht, ist bei den Elementen mit Ordnungszahlen bis etwa 95 der Anteil der Spontanspaltung an den gesamten Zerfällen sehr klein. Das Gleiche gilt bei Ordnungszahlen von 107 und höher (vgl. Liste der Isotope).

### Spaltungsparameter
Der Spaltungsparameter Z2/A (Z = Ordnungszahl, A = Massenzahl) ist in der dritten Spalte der Tabelle angegeben. Er nimmt mit steigender Ordnungszahl zu. Eine einfache Abschätzung auf der Grundlage des Tröpfchenmodells ergibt, dass oberhalb etwa Z2/A = 38,5 die Potentialbarriere für Spontanspaltung verschwindet; wegen des Tunneleffekts tritt Spontanspaltung allerdings schon bei kleineren Werten auf. (Thorium-232: Z2/A = 34,9).
Atomkerne mit einem Wert von Z2/A > 49 sind nicht existenzfähig, weil sie unmittelbar nach ihrer Entstehung durch Spontanspaltung zerfallen müssten. Bei den bisher experimentell dargestellten Transuranen (Elemente 93 bis 118) liegt Z2/A bei höchstens 47,4.  Erst bei Z > 130 sollte der Grenzwert 49 erreicht werden. Nach neueren Erkenntnissen ist auch dann ungewiss, ob wirklich in jedem Fall die Spontanspaltung eintritt.

## Datensammlungen
Die Angabe, ob bei einem Nuklid Spontanspaltung beobachtet worden ist, findet man z. B. in der Karlsruher Nuklidkarte. Genaue Verzweigungsverhältnisse kann man Datensammlungen wie z. B. der Table of Isotopes entnehmen.

## Anwendung als Neutronenquellen
Da bei der Spontanspaltung eines Atomkerns etwa zwei bis vier Neutronen freigesetzt werden, können spontanspaltende Nuklide als Neutronenquellen dienen. Sie werden beispielsweise zur Neutronenaktivierungsanalyse von unzugänglichem Material (Gesteinsbrocken auf dem Mars, Manganknollen auf dem Meeresboden) verwendet. Da das Neutronenspektrum dem der induzierten Kernspaltung sehr ähnlich ist, spielen sie auch bei experimentellen Untersuchungen zur Reaktorphysik und als „Anfahrquelle“ in Kernreaktoren eine Rolle. Am häufigsten wird 252Californium verwendet.